# Metopa pusilla
Metopa pusilla är en kräftdjursart som beskrevs av Georg Ossian Sars 1892. Metopa pusilla ingår i släktet Metopa och familjen Stenothoidae. Arten är reproducerande i Sverige. Inga underarter finns listade i Catalogue of Life.